# Доппельгангер

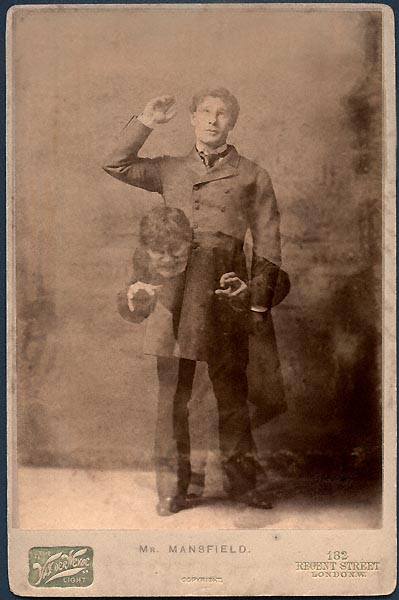
Доктор Джекил и мистер Хайд: два человека в одном

Доппельга́нгер (правильнее: До́ппельге́нгер; нем. Doppelgänger «двойник») — в литературе эпохи романтизма двойник человека, проявляющийся как тёмная сторона личности или антитеза ангелу-хранителю. В произведениях некоторых авторов персонаж не отбрасывает тени и не отражается в зеркале. Его появление зачастую предвещает смерть героя.

## В литературе
Двойник воплощает теневые бессознательные содержания (желания и т. п.), вытесненные субъектом из-за несовместимости с сознательным представлением о себе (напр., под влиянием морали или социума), с его «приятными и приличными» представлениями о самом себе. Нередко двойник «питается» за счёт протагониста, по мере его увядания становясь всё более самоуверенным и как бы занимая его место в мире. Один из первых таких двойников в европейской литературе — Джеральдина, теневая сторона идеализированной Кристабели в одноимённой поэме Кольриджа, написанной в 1797 году.
Тема двойника описана и глубоко раскрыта в творчестве немецких романтиков: в повести «История Петера Шлемиля» (1813) Адельберта фон Шамиссо и в произведениях Гофмана («Эликсиры сатаны», «Песочный человек», «Двойники»).

Ежели существует тёмная сила, которая враждебно и предательски забрасывает в нашу душу петлю, чтобы потом захватить нас и увлечь на опасную, губительную стезю, куда мы бы иначе никогда не вступили, — ежели существует такая сила, то она должна принять наш собственный образ, стать нашим «я», ибо только в этом случае уверуем мы в неё и дадим ей место в нашей душе, необходимое ей для её таинственной работы.
— Гофман «Песочный человек»
От Гофмана тема мистического, часто демонического двойничества перекочевала в произведения русских классиков — А. С. Пушкина («Уединённый домик на Васильевском острове»), В. Ф. Одоевского («Сильфида»), Н. В. Гоголя («Шинель») и Ф. М. Достоевского (повесть «Двойник»).
В англоязычной романтической литературе после «Исповеди оправданного грешника» Джеймса Хогга (1824) тема двойничества разрабатывалась Эдгаром По («Вильям Вильсон»), Диккенсом («Повесть о двух городах»), Джозефом Шериданом Ле Фаню («Зелёный чай») и Робертом Льюисом Стивенсоном («Странная история доктора Джекила и мистера Хайда», «Владетель Баллантрэ»). В повести о Джекиле и Хайде раздвоенность главного героя впервые получила псевдонаучное истолкование, и впоследствии послужила источником ещё одной раздвоенной пары — учёного Брюса Бэннера / монстра Халка в комиксах Marvel, причём постепенно протагонист с доппельгангером поменялись местами.
Многие повести о двойниках, чтобы подчеркнуть их внутреннее родство, делают их близкими родственниками либо фиксируют смутное эротическое притяжение между двумя «половинками». Например, у Кольриджа Джеральдина, проведя обнажённой ночь в постели Кристабель, со временем занимает место её покойной матери, обворожив и полностью подчинив себе её отца, а двойники из «Хозяина Баллантрэ» — родные братья.
В XX веке тема двойничества обрела второе рождение как в западной литературе («Тема предателя и героя» Хорхе Луиса Борхеса, «антироманы» Алена Роб-Грийе), так и в русской («В зеркале» В. Я. Брюсова, «Петербург» Андрея Белого, «Отчаяние» В. В. Набокова, «Призрак Александра Вольфа» Гайто Газданова, «Тень» Евгения Шварца).
В более поздних интерпретациях данная тема раскрывается в романе Чака Паланика «Бойцовский клуб».

### Двойник в фантастике
Другой вариант доппельгангера встречается в фантастических произведениях. Это оборотень, способный с высокой точностью воспроизводить облик, поведение (а иногда и психику) того, кого он копирует. В своём естественном облике доппельгангер выглядит как человекоподобная фигура, вылепленная из глины со смазанными чертами. Впрочем, в этом состоянии его редко можно увидеть — доппельгангер предпочитает всегда маскироваться, понимая, какую ненависть вызывают его способности.

### Двойничество в русской литературе
Прием двойничества можно наблюдать во многих литературных произведениях. В «Герое нашего времени» Лермонтова, образ главного героя Печорина сопоставляется с так называемыми «двойниками», на основе сравнения раскрываются положительные и отрицательные черты характера. В качестве двойников Печорина выступают юнкер Грушницкий и доктор Вернер. Если первый сводит переживания Печорина к желанию выделиться из толпы, тем самым задевая его самолюбие, то второй является единомышленником героя и в большей степени разделяет его взгляды на жизнь.
Также примером введения приема двойничества может послужить роман Федора Достоевского «Преступление и наказание». Как и в произведении «Герой нашего времени», двойники помогают разобраться в сложном характере главного героя Родиона Раскольникова. Разумихин, хоть и является противоположностью Раскольникова, поскольку оптимистичен и деятелен, все же подчеркивает схожесть героев в таких чертах, как порядочность и гуманность. Лужин в свою очередь присущим ему лицемерием раскрывает эгоистичность желаний главного героя. Свидригайлов своей фразой «Мы одного поля ягодки» помогает понять, что их с Раскольниковым образы, полные противоречий, имеют между собой нечто общее. Кроме мужских персонажей, к двойникам можно отнести и некоторые женские, такие как сестру Раскольникова Авдотью Романовну и «грешницу» Софью Семеновну Мармеладову.

## Двойник в психоанализе
В психоанализе феномен двойничества получил истолкование в работах З. Фрейда («Жуткое», 1919), его ученика Отто Ранка («Двойник», 1914, опубл. 1925), У. Биона («Воображаемый двойник», 1950) и М. Долара («В брачную ночь я буду с тобою», 1991). То, что в качестве двойников субъекта-мужчины почти всегда выступают лица мужского пола, свидетельствует о том, что двойник — это своего рода нарциссическая проекция, препятствующая формированию отношений с лицами противоположного пола.

## Найти своего двойника
Существует много сайтов, с помощью которых люди могут найти своих двойников. Обычно такие платформы используют искусственный интеллект и машинное обучение, которые выделяют похожие между собой лица на фотографиях, загруженных пользователями. Результат действительно удивляет, ведь двое и больше людей, которые никоим образом не связаны между собой, оказываются двойниками. Хотя исследование, проведенное ученой Теган Лукас из Университета Аделаиды в Австралии, показало, что абсолютных двойников не существует (под абсолютными двойниками подразумеваются те, параметры лица которых полностью совпадают).